# Nigel Costello
Nigel Graham Costello (sinh ngày 22 tháng 11 năm 1968) là một cựu cầu thủ bóng đá người Anh thi đấu ở vị trí tiền vệ chạy cánh ở Football League cho York City, và ở bóng đá non-league cho York Railway Institute, Bridlington Town, Pontefract Collieries, Nestlé Rowntree và Selby Town.